# ZZ Top
ZZ Top (udtales på amerikansk /ziːziːtʌp/) er et blues rock-band fra Houston, Texas dannet i slutningen af 1969. Gruppen består af Billy Gibbons (sang, guitar), Dusty Hill (sang, bas, keyboard), og Frank Beard (trommer). Dusty Hill gik bort d. 28. juli 2021.
ZZ Top har indtil Hills død i 2021 ikke haft udskiftning af medlemmer i de mere end 50 år, bandet har eksisteret. Indtil september 2006 havde de også den samme producer og manager som de begyndte med i 1969. Gruppen fik sit gennembrud med albummet Tres Hombres, som indeholdt nummeret "La Grange". Bandets storhedstid var 70'erne og 80'erne, hvor højdepunktet var albummet Eliminator, som solgte på baggrund af musikvideoerne til numrene "Gimme All Your Lovin'", "Legs", og "Sharp Dressed Man", som alle brugte en hot-roddet rød Ford 3W Coupe fra 1933 kaldet The Eliminator, og bikiniklædte kvinder. Den 15. marts 2004 kom ZZ Top i Rock and Roll Hall of Fame.
Bandet er kendt for sin unikke guitarlyd og hårde texas-blues. Desuden er Gibbons og Hill stort set aldrig blevet set uden mørke solbriller og deres karakteristiske skæg til lige under brystet. Trommeslageren Frank Beard har som den eneste i gruppen ikke skæg, hvilket kan forekomme ironisk, da hans efternavn er det engelske ord for "skæg". Firmaet Gillette tilbød i 1984 Gibbons og Hill en million amerikanske dollar hver, hvis de ville barbere sig til en reklame, men de afslog med begrundelsen "We're too ugly without 'em"

## Historie

### De tidlige år
Medlemmerne, som skulle blive til ZZ Top, kom fra forskellige texanske bands, hvor de mest nævneværdige er Moving Sidewalks med Billy Gibbons og American Blues med Dusty Hill og Frank Beard. I 1969 gik de rivaliserende grupper i opløsning, og de tre musikere slog sig sammen. I første omgang havde Gibbons inviteret Beard til, at være med i en blues rock-kvartet. Da de også manglede en bassist foreslog Beard sin ven Joe "Dusty" Hill fra et tidligere band, og det spirende band forblev en trio.
Oprindelsen til bandets navn var i mange år officielt ukendt, men der opstod flere forskellige teorier; en sammensmeltning af to populære mærker inden for cigaretpapir, nemlig "Zig-Zag" og "Top"; en hyldest til blues-legenden Z.Z. Hill, samt at Billy Gibbons skulle havde set de to ord på en forfalden reklametavle. Den korrekte oprindelse, som er fortalt og skrevet af Gibbons i hans bog Rock + Roll Gearhead, er at navnet er afledt af bluesguitaristen B.B. King. Bandet ville oprindeligt kalde sig Z.Z. King, men de syntes det lå for tæt op ad deres idol. Derfor tænkte de at "King" og var på "Toppen", og derfor besluttede sig for for ZZ Top.
ZZ Top spillede sin første koncert i februar 1970 og turnerede derefter – mere eller mindre konstant – rundt i Texas de følgende år. De underskrev desuden en kontrakt med London Records, og deres første to album, ZZ Top's First Album og Rio Grande Mud, blev indspillet i Robin Hood-studiet i Tyler, Texas.
I 1973 begyndte ZZ Top af indspille sammen med pladeproduceren Terry Manning hos Ardent Studioes i Memphis. Dette resulterede i deres tredje album, Tres Hombres, som blev det første album som solgte over en million eksemplarer, hvilket var med til at give bandet bred anerkendelse. Albummet indeholder bandets klassiske hit "La Grange", som handler om et bordel, der i daglig tale blev kaldt "The Chicken Ranch" (kyllingefarmen). Bordellet lå i byen La Grange, Texas, hvorfra sangens titel kommer. Albummet indeholdt også sangene "Waitin' for the Bus" og "Jesus Just Left Chicago", som begge blev både fans og radiostationers favorithit.
I september 1974 tiltrak ZZ Top titusindvis af tilskuere til en koncert på Labor Day Stadium i Austin, som blev døbt "ZZ Top’s First Annual Texas-Size Rompin’ Stompin’ Barndance and Bar-B-Q". Foruden ZZ Top optrådte Santana, Joe Cocker og Bad Company.
Et foto af publikum fra deres koncert i 1974 blev brugt som album-booklet på deres fjerde album Fandango!, som blev udgivet i 1975. Albummet var en blanding af studie- og liveoptagelser, og et af de nye numre på albummet var nummeret "Tush", som blev et kæmpehit. Albummet indeholdt også nummeret "Heard It on the X", som var en hyldest til de mexicanske "border-blaster" radiostationer (radiostationer der sendte meget kraftige signaler, som kunne "overdøve" de amerikanske). Bandet forsatte med turnere rundt i 1976, hvor de også udgav deres femte album Tejas samt singlen "Arrested for Driving While Blind".
Efter seks år med løbende koncerter og albumudgivelser røg ZZ Top i 1977 ind i en uplanlagt pause. Deres manager og producer Bill Ham brugte tiden på at få lavet en aftale med pladeselskabet London Records, så de fortsat havde rettighederne til deres bagkatalog efter skiftet til deres nye pladeselskab Warner Bros.
ZZ Top genoptog i 1979 deres koncertturne og indspillede et nyt album Deguello med deres nye pladeselskab. Uafhængigt at hinanden havde Hill og Gibbons begge tillagt sig deres nu berømte lange skæg. Albummet viste en forbavsende minimalistisk tilgang til den ellers så velkendte ZZ Top-lyd. Sammen med Gibbons' rene guitarlyd og Hill og Beards rytmesektion var Deguello præget af saxofonmelodier fra Gibbons. Albummet indeholdt det berømte hit "Cheap Sunglasses" samt en coverversion af Isaac Hayes' "I Thank You".

### 1980`erne
Deres hidtil bedst sælgende album er Eliminator fra 1983 som solgte så godt, at udgivelsen af efterfølgeren Afterburner, som oprindeligt skulle have været udgivet i 1984, blev udsat i et år.
Eliminator har solgt mere end 10 mio. eksemplarer, mens Afterburner har solgt over 3 mio. eksemplarer. Recycler solgte mere end 1 million albums.
I 1990 havde ZZ Top solgt mere end 50 mio. albums verden over.

### 1990`erne
Albummet Recycler blev udgivet i 1990 og meget passende for titlen var musikken en blanding af de to seneste albums. Warner Bros.- dagene var ovre og bandet skiftede til RCA/BMG. Herefter fulgte Antenna i 1994 som solgte ganske hæderligt, ligeså Rhytmeen, mens XXX skuffede salgsmæssigt.

### 2003
Sidste album fra ZZ Top med pladeselskabet RCA/BMG blev Mescalero fra 2003 og dette blev noget af et flop. I USA solgte albummet omkring 112.000 stk.

### 2012-
Den 5. juli 2012 udgav bandet 4 sange på en EP kaldet Texicali. Denne EP var og er kun tilgængelig på internettet som download og kan ikke købes som CD i butikkerne. Disse 4 sange var en appetitvækker til deres album La Futura som kom i butikkerne 11. september 2012. Køber man albummet på internetsiden bestbuy får man to bonustracks "Drive By Lover" og "Thresshold Of A Breakdown". I 2011 kunne man på internettet høre sangen "Flying High" som ligeledes kom med på albummet, men i en lidt anden version.
Billy Gibbons har i øvrigt udtalt, at det ikke er usandsynligt, at der med tiden kommer lidt mere musik fra La Futura-sessionerne i studiet.
Efter Dusty Hills død, 27. juli 2021, har Gibbons udtalt at bandet vil fortsætte med guitartekniker, Elwood Francis, som bassist, efter Dusty Hills ønske. Det er første ændring af bandmedlemmer i 51 år.

## Medlemmer
| Current members - Billy Gibbons – guitar, forsanger og baggrundsvokal (1969–nu) - Frank Beard – trommer , percussion (1969–nu) - Elwood Francis – bas, baggrundsvokal (2021–nu) | Former members - Dan Mitchell – trommer (1969) - Lanier Greig – bas, Hammerorgel (1969; død 2013) - Billy Ethridge – bas, keyboard (1969–1970) - Dusty Hill – bas, baggrundsvokal og forsanger, keyboards (1970–2021; hans død) |

## Diskografi
Studiealbum
- ZZ Top's First Album (1971)
- Rio Grande Mud (1972)
- Tres Hombres (1973)
- Fandango! (1975)
- Tejas (1976)
- Degüello (1979)
- El Loco (1981)
- Eliminator (1983)
- Afterburner (1985)
- Recycler (1990)
- Antenna (1994)
- Rhythmeen (1996)
- XXX (1999)
- Mescalero (2003)
- La Futura (2012)

Opsamlingsalbum
- The Best of ZZ Top (1977)
- ZZ Top's Greatest Hits (1992)

- One Foot in the Blues (1994)

- Chrome, Smoke & BBQ (2003)
- Rancho Texicano (2004)
- The Very Baddest ( 2014 )

Livealbum
- Live From Texas ( 2008 )
- Double Down Live ( 2009 )
- Live at Montreux ( 2013 )
- Tonite at Midnight : Live Greatest Hits From Around The World ( 2016 )